# Colin Irwin
Colin Thomas Irwin (* 9. Februar 1957 in Liverpool) ist ein ehemaliger englischer Fußballspieler. Dem aus der Jugendarbeit des FC Liverpool stammenden Innenverteidiger gelang der sportliche Durchbruch nach dem Übergang in den Profibereich nicht. Daraufhin wechselte er 1981 zu Swansea City. Dort blieb er bis zu seinem vorzeitigen Karriereende im Sommer 1984.

## Sportlicher Werdegang

### FC Liverpool (1974–1981)
Irwin war Teil der Jugendabteilung des FC Liverpool, bevor er 17-jährig im November 1974 seinen ersten Profivertrag bei den „Reds“ unterzeichnete. Er galt zwar auf der Innenverteidigerposition als sehr talentiert, aber gegen hochkarätige Konkurrenten wie Alan Hansen und Phil Thompson konnte er sich nicht durchsetzen. Im Gegensatz zu den meisten Stammspielern in Liverpool war Irwin nur Teilzeit-Fußballer und parallel ging er einer Beschäftigung als Kameratechniker und Elektriker nach. Erst am 25. August 1979 vertrat er erstmals den verletzten Hansen und debütierte beim 3:1-Heimsieg gegen West Bromwich Albion. Während Hansen weiter pausierte, bestritt Irwin auch einen Großteil der nächsten Ligapartien und am 1. September 1979 gelang ihm gegen den FC Southampton sein erstes Pflichtspieltor. Dazu war er Teil der Mannschaft, die überraschend bereits in der ersten Runde des Europapokals der Landesmeister an Dinamo Tiflis scheiterte. Nach einem 2:1 im Hinspiel war die 0:3-Niederlage in Tiflis Irwins vorerst letzter Auftritt für Liverpool. Hansen kehrte in die Stammelf zurück und erst rund sechs Monate später bot sich eine weitere Gelegenheit als Ersatz für den Linksverteidiger Alan Kennedy. Zu diesem Zeitpunkt war die Meisterschaft bereits fast „in trockenen Tüchern“ und mit insgesamt acht Ligaspielen genügte Irwins Beitrag nicht für den Erhalt einer offiziellen Medaille.
Die längste Phase in der Liverpooler Stammelf war Irwin ab Ende November 1980 vergönnt, als er beim 2:1-Erfolg gegen den späteren Meister Aston Villa zum ersten Mal in der Saison 1980/81 in einem Ligaspiel in der Startelf stand. Aufgrund einer Blessur bei Phil Thompson und später Alan Hansen absolvierte er die folgenden 13 Meisterschaftsbegegnungen, aber mit gerade einmal vier Siegen rutschten die Reds auf einen enttäuschenden fünften Abschlusstabellenplatz ab. Weitaus besser verlief für ihn der zweite Anlauf im europäischen Landesmeisterwettbewerb. Hier wurde er zunächst im Viertelfinalhinspiel gegen ZSKA Sofia (5:1) nach knapp 20 Minuten für Thompson eingewechselt. Danach war er genauso beim Rückspiel in Sofia (1:0) in der Startelf wie kurz darauf in der zweiten Semifinalpartie beim FC Bayern München, als er mit seiner Mannschaft nach einem 0:0 im Hinspiel ein 1:1 erkämpfte und den Einzug ins Finale mitverantworte. Dort saß er beim 1:0-Sieg gegen Real Madrid im Pariser Prinzenparkstadion jedoch nur auf der Ersatzbank. Nach insgesamt 44 Pflichtspieleinsätzen für Liverpool verließ er den Klub im August 1981 in Richtung Swansea City. Maßgeblich für diese Entscheidung war auch die kurz zuvor getätigte Verpflichtung des irischen Nationalspielers Mark Lawrenson aus Brighton gewesen.

### Swansea City (1981–1984)
Der ehemalige Liverpool-Spieler John Toshack war 1981 Trainer der „Swans“, die gerade in die höchste englische Spielklasse aufgestiegen waren. Er ließ sich den Irwin-Transfer die Rekordablösesumme von 340.000 Pfund kosten und auf Anhieb erhielt der Neuling die Kapitänsbinde. Die Saison 1981/82 verlief überraschend gut und das „kleine“ Swansea City belegte am Ende den sechsten Rang. Irwin hatte dabei 37 von 42 Ligaspielen bestritten.
Die positiven Ansätze fanden aber keine Fortsetzung. Irwin hatte sich schwerwiegende Knieprobleme zugezogen und so kam er in den beiden folgenden Jahren nur noch in elf Meisterschaftsspielen zum Einsatz. Dabei stieg Swansea 1983 auch in die zweite Liga ab. Im Sommer 1984 beendete Irwin seine aktive Karriere im englischen Fußball, wanderte nach Australien aus und spielte dort für einen Verein mit dem Namen Perth Azzurri.
Im Dezember 1985 kehrte er in seine Heimat zurück. Sein ehemaliger Mannschaftskamerad Phil Neal war Spielertrainer bei den Bolton Wanderers geworden und stellte ihn als Assistenten ein. In dieser Funktion arbeitete Irwin bis zum Ende der Saison 1986/87. Anschließend verschlug es ihn wieder in westaustralische Perth, wo er als Vertriebsleiter für einen Wein- und Spirituosenhändler zu arbeiten begann.

## Titel/Auszeichnungen
- Walisischer Pokal (2): 1982, 1983